# Maria Józefa
Maria Józefa Habsburżanka (ur. 8 grudnia 1699 w Wiedniu, zm. 17 listopada 1757 w Dreźnie) – królowa Polski, ostatnia królowa małżonka Rzeczypospolitej Obojga Narodów, żona króla polskiego i elektora saskiego Augusta III Sasa, siostra cesarzowej Marii Amalii Habsburg, użytkująca starostwo spiskie od 1746 roku.

## Życiorys
W 1703 dziadek Józefy, cesarz Leopold I wybrał ją na ewentualną następczynię tronu po stryju Karolu VI Habsburgu i jej ojcu Józefie. Po czasie jednak, gdy Karolowi urodziły się córki, zrezygnowano z tego pomysłu.
Już od 1704 król Polski i elektor Saksonii August II Mocny, ojciec Augusta III starał się o rękę Józefy dla swego siedmioletniego syna, Fryderyka Augusta. Przeszkodą w zawarciu tego małżeństwa był luteranizm Augusta, podczas gdy Maria Józefa była katoliczką. Jednak w 1712 przyszły mąż Józefy przeszedł na katolicyzm, co umożliwiło ślub ich obojga. 3 marca 1719 w Wiedniu odbyły się zaręczyny Marii Józefy i Fryderyka Augusta, zaś 20 sierpnia 1719 ślub obojga. 2 września młoda para przybyła do Drezna na wesele. W 1733 mąż Marii Józefy, Fryderyk August został wybrany na króla polskiego jako August III. Józefa została wraz z mężem koronowana 17 stycznia 1734. Królowa była osobą bardzo ambitną, inteligentną i religijną. Gorąco popierała polskich jezuitów. Przekazywała kościołom i klasztorom liczne precjoza w formie wotów. Ofiarowała relikwiarz i piękny renesansowy krzyż ojcom paulinom z Jasnej Góry.
Po śmierci stryja, Karola VI, królowa zabiegała dla swego męża o koronę cesarską. Starania te zakończyły się klęską i 19 lipca 1742 Maria Józefa i jej mąż zrzekli się praw do tronu. Wkrótce dwór saski sprzymierzył się z dworem wiedeńskim, co spowodowało wrogość Prus, które w 1744 wypowiedziały wojnę Saksonii. W 1745 państwa zawarły pokój na niekorzystnych dla Saksonii warunkach. Po wybuchu wojny siedmioletniej w 1756, w przeciwieństwie do męża, pozostała w okupowanym przez Prusaków Dreźnie, gdzie zmarła w wyniku ataku apopleksji. Została pochowana w kościele pałacowym w Dreźnie.

## Życie prywatne
Z małżeństwa Marii Józefy i Augusta pochodziło czternaścioro dzieci:
- Fryderyk August – zmarły w dzieciństwie,
- Józef August – zmarły w dzieciństwie,
- Fryderyk Krystian – elektor saski w 1763,
- Maria Amalia – królowa neapolitańska, sycylijska i hiszpańska,
- Maria Małgorzata – zmarła w dzieciństwie,
- Maria Anna – żona elektora Bawarii Maksymiliana III Józefa,
- Franciszek Ksawery – naczelny administrator Elektoratu Saksonii w latach 1763–1768,
- Maria Józefa – żona delfina francuskiego Ludwika Ferdynanda,
- Karol Krystian – książę Kurlandii i Semigalii w latach 1759–1763
- Maria Krystyna – przełożona-koadiutorka opactwa w Remiremont,
- Maria Elżbieta – dama krzyża gwiaździstego,
- Albert – książę cieszyński,
- Klemens Wacław – elektor i arcybiskup Trewiru, arcybiskup Fryzyngi, biskup Ratyzbony oraz biskup Augsburga,
- Maria Kunegunda – opatka w Essen i Thorn w Limburgii.

## Galeria

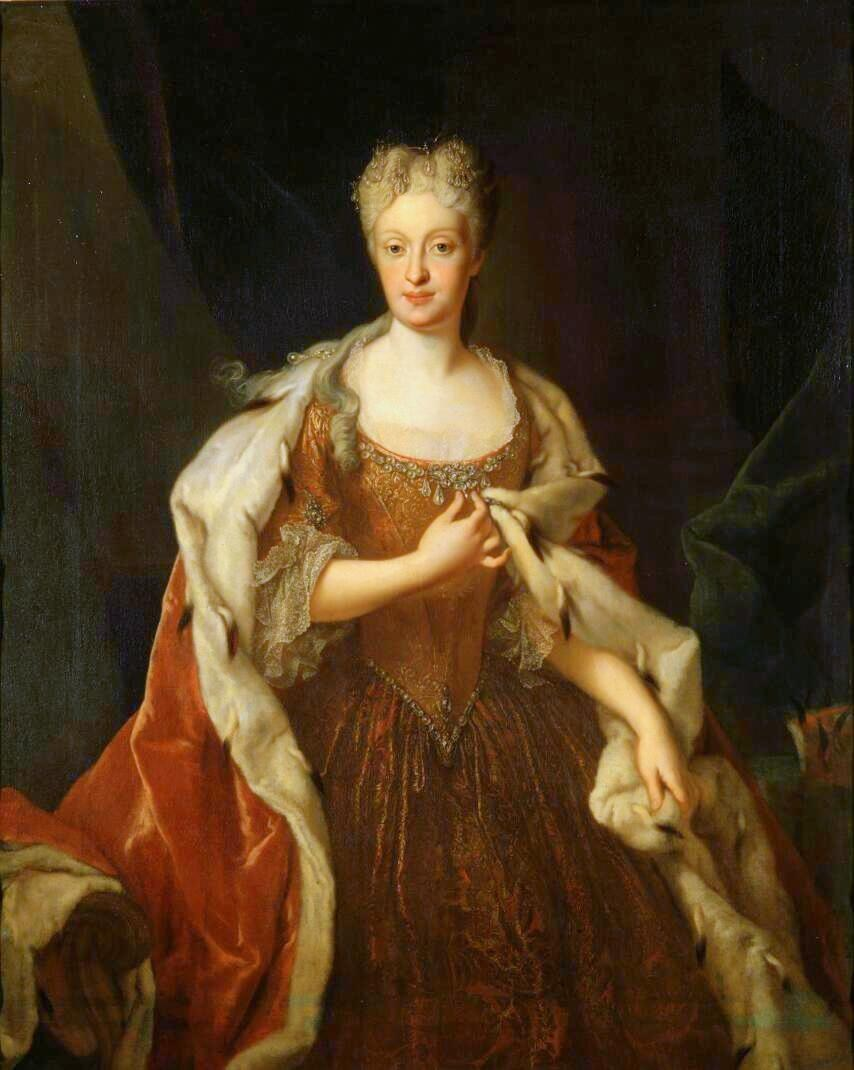
Louis de Silvestre, Portret Marii Józefy przed 1719 roku
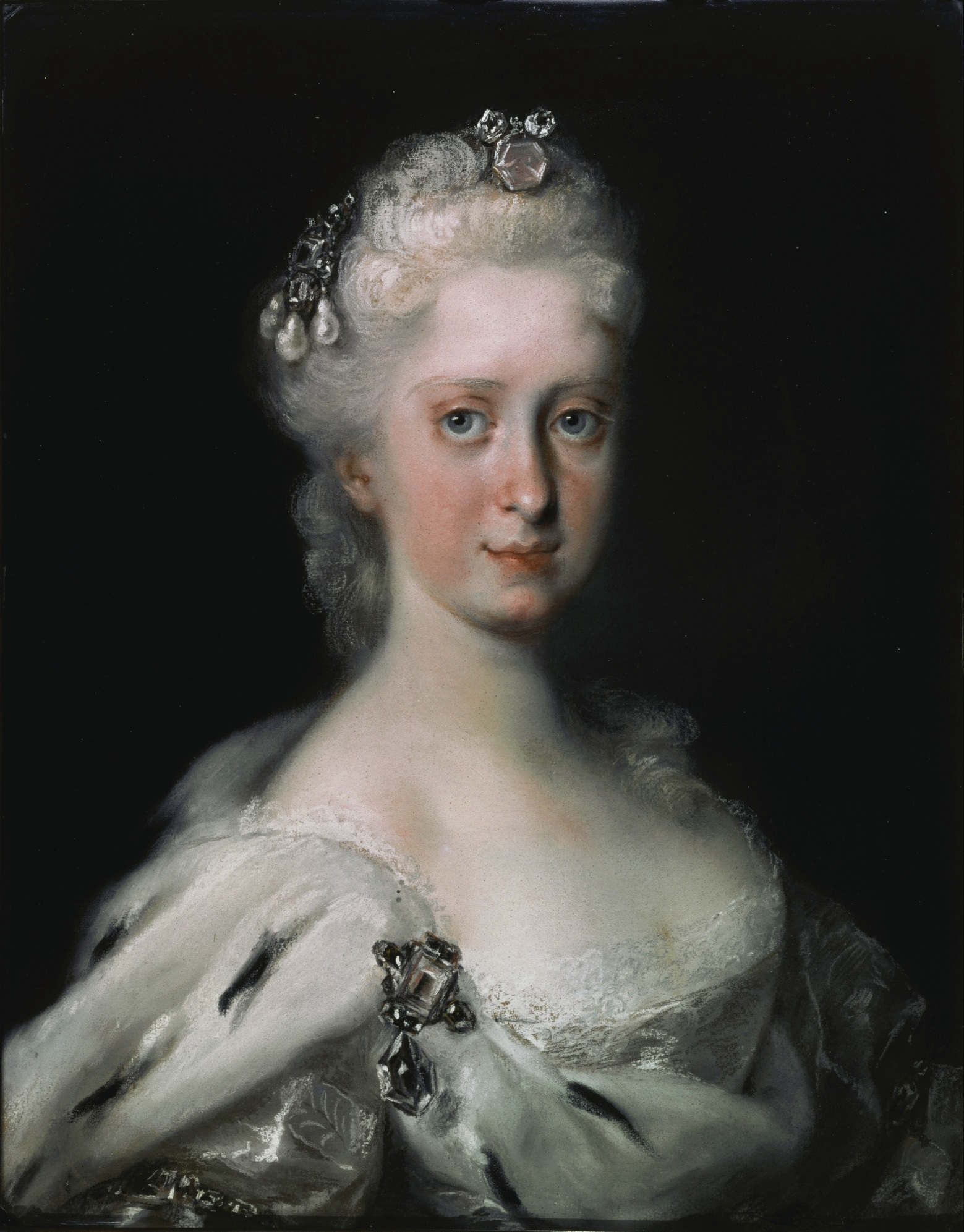
Rosalba Carriera, Portret Marii Józefy z 1720 roku
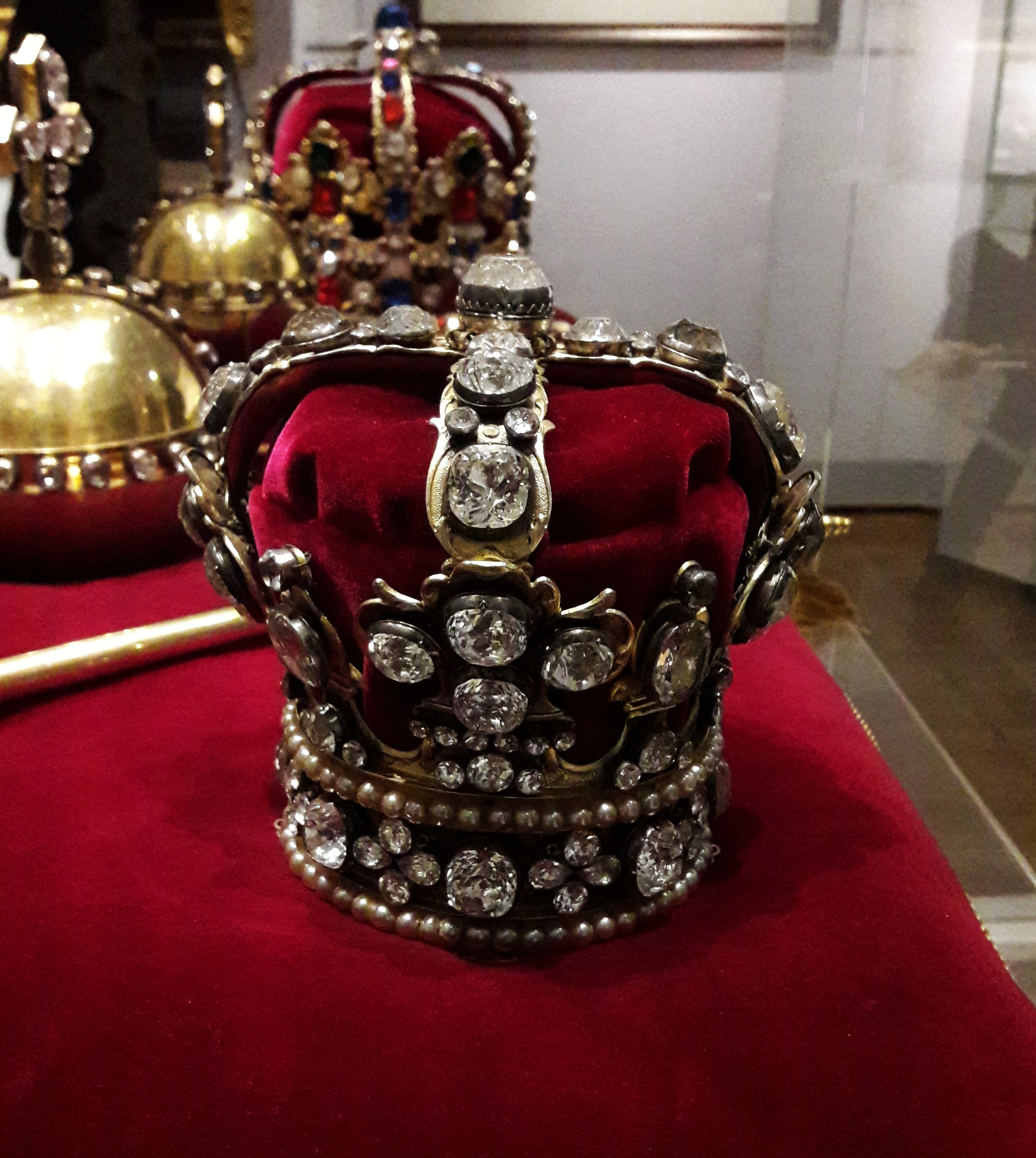
Insygnia koronacyjne Augusta III i Marii Józefy
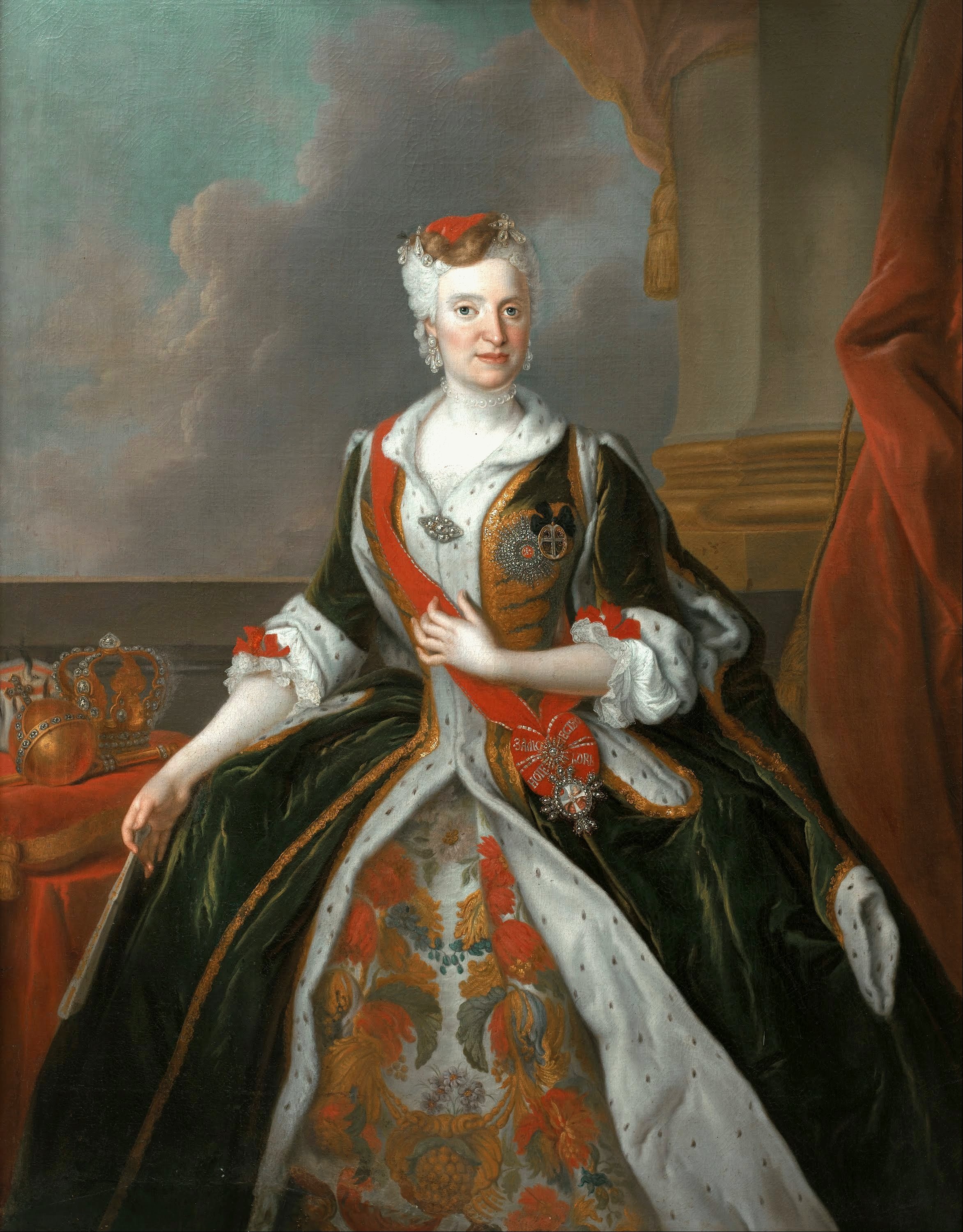
Louis de Silvestre, Portret Marii Józefy w stroju polskim
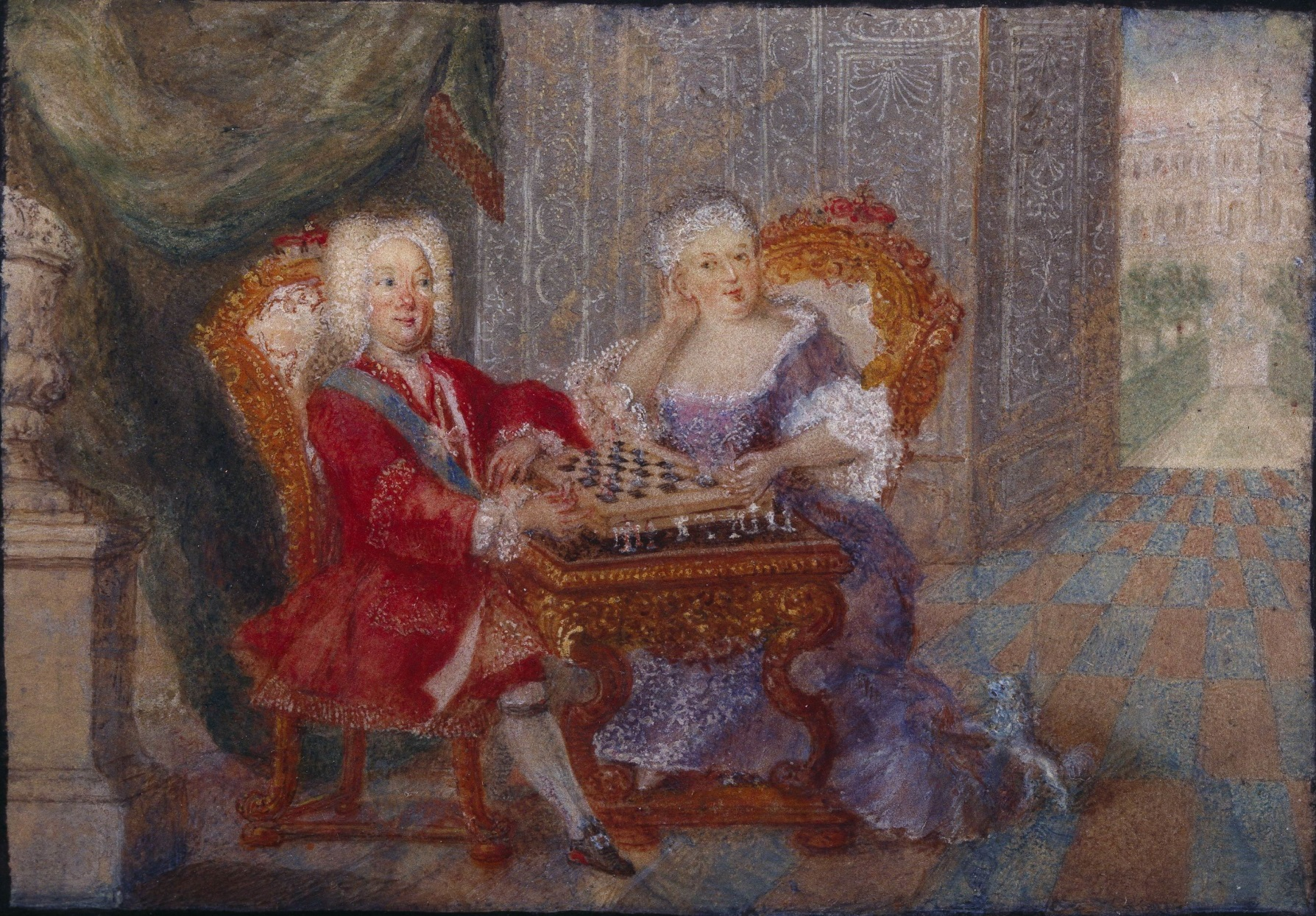
August III i Maria Józefa

## Genealogia
| Leopold I Habsburg ur. 9 VI 1640 zm. 5 V 1705 | Leopold I Habsburg ur. 9 VI 1640 zm. 5 V 1705 |                                                 |                                                 | Eleonora Magdalena Wittelsbach ur. 6 I 1655 zm. 19 I 1720 | Eleonora Magdalena Wittelsbach ur. 6 I 1655 zm. 19 I 1720 |  |  | Jan Fryderyk Welf ur. 25 IV 1625 zm. 28 XII 1679 | Jan Fryderyk Welf ur. 25 IV 1625 zm. 28 XII 1679 |                                                      |                                                      | Benedykta Henryka Wittelsbach ur. 14 III 1652 zm. 12 VIII 1730 | Benedykta Henryka Wittelsbach ur. 14 III 1652 zm. 12 VIII 1730 |
|                                               |                                               |                                                 |                                                 |                                                           |                                                           |  |  |                                                  |                                                  |                                                      |                                                      |                                                                |                                                                |
|                                               |                                               |                                                 |                                                 |                                                           |                                                           |  |  |                                                  |                                                  |                                                      |                                                      |                                                                |                                                                |
|                                               |                                               | Józef I Habsburg ur. 26 VII 1678 zm. 17 IV 1711 | Józef I Habsburg ur. 26 VII 1678 zm. 17 IV 1711 |                                                           |                                                           |  |  |                                                  |                                                  | Wilhelmina Amalia Welf ur. 21 IV 1673 zm. 10 IV 1742 | Wilhelmina Amalia Welf ur. 21 IV 1673 zm. 10 IV 1742 |                                                                |                                                                |
|                                               |                                               |                                                 |                                                 |                                                           |                                                           |  |  |                                                  |                                                  |                                                      |                                                      |                                                                |                                                                |
|                                               |                                               |                                                 |                                                 |                                                           |                                                           |  |  |                                                  |                                                  |                                                      |                                                      |                                                                |                                                                |
|                                               |                                               |                                                 |                                                 |                                                           |                                                           |  |  |                                                  |                                                  |                                                      |                                                      |                                                                |                                                                |

|                                                     |                                                     | August III Sas ur. 17 X 1696 zm. 5 X 1763 OO 20 VIII 1719 | August III Sas ur. 17 X 1696 zm. 5 X 1763 OO 20 VIII 1719 | Maria Józefa Habsburżanka ur. 8 XII 1699 zm. 17 XI 1757 | Maria Józefa Habsburżanka ur. 8 XII 1699 zm. 17 XI 1757 |                                                      |                                                      |                                                      |                                                      |
|                                                     |                                                     |                                                           |                                                           |                                                         |                                                         |                                                      |                                                      |                                                      |                                                      |
|                                                     |                                                     |                                                           |                                                           |                                                         |                                                         |                                                      |                                                      |                                                      |                                                      |
|                                                     |                                                     |                                                           |                                                           |                                                         |                                                         |                                                      |                                                      |                                                      |                                                      |
| Fryderyk August Wettyn ur. 18 XI 1720 zm. 22 I 1721 | Fryderyk August Wettyn ur. 18 XI 1720 zm. 22 I 1721 | Józef August Wettyn ur. 24 X 1721 zm. 14 III 1728         | Józef August Wettyn ur. 24 X 1721 zm. 14 III 1728         | Fryderyk Krystian Wettyn ur. 5 IX 1722 zm. 17 XII 1763  | Fryderyk Krystian Wettyn ur. 5 IX 1722 zm. 17 XII 1763  | Maria Amalia Wettyn ur. 24 XI 1724 zm. 27 IX 1760    | Maria Amalia Wettyn ur. 24 XI 1724 zm. 27 IX 1760    | Maria Małgorzata Wettyn ur. 13 IX 1727 zm. 1 II 1734 | Maria Małgorzata Wettyn ur. 13 IX 1727 zm. 1 II 1734 |
|                                                     |                                                     |                                                           |                                                           |                                                         |                                                         |                                                      |                                                      |                                                      |                                                      |
| Maria Anna Wettyn ur. 29 XII 1728 zm. 17 II 1797    | Maria Anna Wettyn ur. 29 XII 1728 zm. 17 II 1797    | Franciszek Ksawery Wettyn ur. 25 XII 1730 zm. 24 VI 1806  | Franciszek Ksawery Wettyn ur. 25 XII 1730 zm. 24 VI 1806  | Maria Józefa Wettyn ur. 4 XI 1731 zm. 13 III 1767       | Maria Józefa Wettyn ur. 4 XI 1731 zm. 13 III 1767       | Karol Krystian Wettyn ur. 13 VII 1733 zm. 16 VI 1796 | Karol Krystian Wettyn ur. 13 VII 1733 zm. 16 VI 1796 | Krystyna Wettyn ur. 12 II 1735 zm. 19 XI 1782        | Krystyna Wettyn ur. 12 II 1735 zm. 19 XI 1782        |
|                                                     |                                                     |                                                           |                                                           |                                                         |                                                         |                                                      |                                                      |                                                      |                                                      |
| Elżbieta Wettyn ur. 9 II 1736 zm. 24 XII 1818       | Elżbieta Wettyn ur. 9 II 1736 zm. 24 XII 1818       | Albert Wettyn ur. 11 VII 1738 zm. 10 II 1822              | Albert Wettyn ur. 11 VII 1738 zm. 10 II 1822              | Klemens Wacław Wettyn ur. 28 IX 1739 zm. 27 VII 1812    | Klemens Wacław Wettyn ur. 28 IX 1739 zm. 27 VII 1812    | Kunegunda Wettyn ur. 10 XI 1740 zm. 8 IV 1826        | Kunegunda Wettyn ur. 10 XI 1740 zm. 8 IV 1826        |                                                      |                                                      |